# Oléoduc Bakou-Novorossiisk

Oléoduc partant de Bakou.

L'oléoduc Bakou-Novorossiisk est un oléoduc de 1 330 kilomètres qui relie le terminal pétrolier de Sangachal près de Bakou, au terminal de Novorossiisk sur la mer Noire en Russie. L'oléoduc est géré par Transneft sur la portion russe et par la State Oil Company of Azerbaijan Republic (SOCAR) sur la portion azerbaïdjanaise.